# Cleora areataria
Cleora areataria là một loài bướm đêm trong họ Geometridae.